# Sylwia Prochowska
Sylwia Anna Prochowska – polska doktor habilitowany nauk rolniczych, profesor na Uniwersytecie Przyrodniczym we Wrocławiu, specjalistka od rozrodu zwierząt.

## Kariera naukowa
W 2017 roku na Wydziale Medycyny Weterynaryjnej Uniwersytetu Przyrodniczego we Wrocławiu uzyskała stopień doktora nauk weterynaryjnych na podstawie rozprawy pt. Analiza właściwości oraz kompetencji zapłodnieniowej plemników uzyskanych z cewki moczowej i najądrzy kota domowego, której promotorem był Wojciech Niżański. W tym samym roku została zatrudniona na tejże uczelni, a w 2022 roku uzyskała na niej stopień doktora habilitowanego nauk rolniczych w dyscyplinie weterynarii na podstawie pracy pt. Badania nad pobieraniem oraz właściwościami nasienia kota domowego (Felis catus) ze szczególnym uwzględnieniem podłoża i znaczenia nieprawidłowej morfologii plemników.